# Piotrowski (herb książęcy)
Piotrowski – polski herb książęcy, herb własny rodziny Piotrowskich.

## Opis herbu

### Opis historyczny
W swoim dziele Stanisław Dziadulewicz, podaje jedynie wizerunek herbu Piotrowski. Jego opis wygląda następująco:
Na tarczy barwy nieznanej strzała stylizowana (dawna tamga tatarska).

### Opis współczesny
Opis skonstruowany współcześnie brzmi następująco:
Na tarczy o polu złotym, dawna tamga tatarska stylizowana w strzałę.
Całość otacza płaszcz heraldyczny, podbity gronostajem.
Płaszcz zwieńcza mitra książęca.

## Geneza
Herb należy do Piotrowskich, kniaziów (książąt) tatarskich. Ich przodkiem był kniaź Piotr, żyjący w połowie XV stulecia, chorąży chorągwi zwanej najmańską, zapewne najstarszy z synów protoplasty całego rodu Najmanów, kniazia Najman-bega. W 1647 roku mocno zubożały kniaź Alej Janyszewicz, jedyny żyjący wówczas Piotrowski, sprzedał resztki rodowego majątku w Sielcach rodzinie Dowgiałłów. Od tego czasu nie ma śladu w Polsce po kniaziach Piotrowskich, według Stanisława Dziadulewicza, mogli wyemigrować w połowie XVII wieku do Turcji, skąd już nie wrócili.

## Herbowni
Informacje na temat herbownych w artykule sporządzone zostały na podstawie wiarygodnych źródeł, zwłaszcza klasycznych i współczesnych herbarzy. Należy jednak zwrócić uwagę na częste zjawisko przypisywania rodom szlacheckim niewłaściwych herbów, szczególnie nasilone w czasie legitymacji szlachectwa przed zaborczymi heroldiami, co zostało następnie utrwalone w wydawanych kolejno herbarzach. Identyczność nazwiska nie musi oznaczać przynależności do danego rodu herbowego. Przynależność taką mogą bezspornie ustalić wyłącznie badania genealogiczne.

Pełne listy herbownych nie są dziś możliwe do odtworzenia, także ze względu na zniszczenie i zaginięcie wielu akt i dokumentów w czasie II wojny światowej (m.in. w czasie powstania warszawskiego w 1944 spłonęło ponad 90% zasobu Archiwum Głównego w Warszawie, gdzie przechowywana była większość dokumentów staropolskich). Nazwisko znajdujące się w artykule pochodzi z Herbarz rodzin tatarskich w Polsce, Stanisława Dziadulewicza. Występowanie danego nazwiska w artykule nie musi oznaczać, że konkretna rodzina pieczętowała się herbem Piotrowski. Często te same nazwiska są własnością wielu rodzin reprezentujących wszystkie stany dawnej Rzeczypospolitej, tj. chłopów, mieszczan, szlachtę. Herb Piotrowski jest herbem własnym, wiec do jego używania uprawniona jest zaledwie jedna rodzina: Piotrowscy.